# José Luis Urióstegui Salgado
José Luis Urióstegui Salgado (Cuernavaca, Morelos; 1 de agosto de 1961) es un político y abogado mexicano, candidato ciudadano por el partido de derecha política, Partido Acción Nacional (PAN) para las elecciones de 2021. Desde el 1 de enero de 2022 es presidente municipal de Cuernavaca, siendo reelecto para el mismo cargo en las elecciones estatales de Morelos de 2024 para el periodo 2024-2027. Esto después de haber sido militante de la izquierda política mexicana del extinto Partido de la Revolución Democrática.

## Estudios
Cursó la licenciatura en derecho en 1980-85 en la escuela de derecho de la UAEM.[cita requerida]

## Carrera como servidor público
Fue juez penal de primera I
instancia en el Primer Distrito Judicial del Estado de Morelos.
Fue procurador general de justicia del Estado de Morelos.
Posteriormente fue subsecretario de seguridad pública (falta fuente), prevención y readaptación social del gobierno del Estado de Morelos (falta fuente), consejero jurídico del gobierno del Estado de Morelos (falta fuente),
procurador de justicia del Estado de Morelos y representante de la zona centro de México en la Conferencia nacional de procuración de justicia desde 1997 hasta el año 2000.
En el año 2001 fue nombrado subsecretario del gobierno del estado.
Es integrante de la Barra de Abogados del Estado de Morelos, A.C.,[cita requerida] de la cual fue presidente en los periodos de 1996 a 1997 y del 2006 al 2007, siendo reelecto del 2007 al 2008 (falta fuente).

## Carrera como docente
Fue docente en la Universidad Autónoma del Estado de Morelos, desde el año 1988 hasta el 2005.[cita requerida]

## Carrera política
Se postuló a presidente municipal de Cuernavaca para el trienio 2013 - 2015 por la coalición de izquierda política Nueva Visión Progresista por Morelos (PRD, PT, MC) y quedando en segundo lugar frente a Jorge Morales Barud.[cita requerida]
Fue el candidato electo a la presidencia municipal de Cuernavaca en las elecciones del 6 de junio de 2021 por el partido de derecha política Partido Acción Nacional, ganando la capital morelense con el 31.4% de los votos, frente al 23.6% de su contrincante más cercano, el morenista Jorge Arturo Argüelles.
En marzo de 2024 anunció que buscaría la reelección para la presidencia municipal de Cuernavaca, por la coalición Por la Seguridad y Dignidad de Morelos, Vamos Todos, conformada por el PAN, PRI, PRD y RSP Morelos. Ganando con el 41.5% de los votos, dejando a la morenista Alejandra Flores en segundo lugar con el 36.6%. 